# Pawieł Gałanin
Pawieł Aleksandrowicz Gałanin (ros. Павел Александрович Галанин, ur. 8 stycznia 1887 w osiedlu Kulebaki w guberni niżnonowogrodzkiej, zm. 24 listopada 1936 w Moskwie) – radziecki polityk.

## Życiorys
Od 1905 członek SDPRR, bolszewik, 1906 aresztowany, w październiku 1907 zbiegł, w październiku 1908 ponownie aresztowany, w maju 1909 skazany na 8 miesięcy więzienia, 1910 zwolniony. W grudniu 1913 aresztowany, w marcu 1914 zwolniony, w maju 1914 ponownie aresztowany, we wrześniu 1914 zwolniony, w kwietniu 1915 aresztowany po raz piąty i następnie skazany na zesłanie do Murom. W 1917 członek Permskiego Komitetu SDPRR(b), od listopada 1917 do grudnia 1918 komisarz banków w Permie, od grudnia 1918 do września 1919 i ponownie od września 1919 do lipca 1920 zarządca permskiego oddziału przygotowywania państwowych papierów, od marca do lipca 1919 przewodniczący permskiego gubernialnego komitetu RKP(b). Od lipca 1920 do lipca 1921 przewodniczący Komitetu Wykonawczego Permskiej Rady Gubernialnej, od maja 1921 do 25 maja 1922 przewodniczący Komitetu Wykonawczego Kurskiej Rady Gubernialnej, od lipca 1922 do czerwca 1925 sekretarz odpowiedzialny saratowskiego gubernialnego komitetu RKP(b), 1925-1927 przewodniczący Wszechzwiązkowej Rady Kooperacji Przemysłowych. Od sierpnia 1927 do października 1929 przedstawiciel handlowy ZSRR na Litwie, 1930-1931 kierownik Sektora Przygotowania Kadr Ludowego Komisariatu Handlu Zagranicznego ZSRR, od grudnia 1930 do 1931 członek Prezydium Najwyższej Rady Gospodarki Narodowej RFSRR, od 1931 do śmierci przewodniczący Zjednoczenia "Sojuzcemient", od 1932 członek Kolegium Ludowego Komisariatu Przemysłu Ciężkiego ZSRR.